# Beat Villiger (Politiker)
Beat Villiger (* 4. April 1957 in Sins; heimatberechtigt ebenda) ist ein Schweizer Politiker (Die Mitte, vormals CVP).

## Biografie
Von 1974 bis 1977 absolvierte Beat Villiger eine Verwaltungslehre bei der Gemeindeverwaltung in Sins, Kanton Aargau. Nach beruflicher Praxis und Auslandaufenthalten erlangte er 1981 das Gemeindeschreiberpatent und arbeitete bis 1989 als Gemeindeschreiber in Sins. 1990 erlangte er das Notariatspatent des Kantons Zug und war bis 2001 als Notar und Gemeindeschreiber in Baar angestellt. 2002 machte er sich mit einem eigenen Treuhandbüro selbständig.
Von 1995 bis 2006 war Villiger im Zuger Kantonsrat, ab 2001 als Chef der CVP-Fraktion. 2001 gehörte er zu den Überlebenden des Zuger Attentats, als der Täter Friedrich Leibacher im Zuger Kantonsrat 14 Politiker erschoss. Villiger konnte sich mit einem Sprung aus dem Fenster vor den Schüssen Leibachers retten.
Ab dem Januar 2007 war er im Regierungsrat und leitete die Sicherheitsdirektion. Im Oktober 2018 wurde publik, dass 2017 gegen ihn ein Strafverfahren eingeleitet worden war. Ihm wurde vorgeworfen, dass er sein Auto wiederholt einer Person überlassen hatte, die keinen Führerschein besass. Zudem wurde der Vorwurf der Urkundenfälschung erhoben. Das Strafverfahren wurde schliesslich eingestellt, was von verschiedenen Strafrechtsexperten kritisiert wurde. Ausserdem konnte das Onlinemagazin Republik aufgrund einer superprovisorischen Verfügung des Bezirksgerichts Zürich kurz vor dem Wiederwahltermin der Zuger Regierung nur eingeschränkt über den Fall berichten.
Der Luzerner Staatsanwaltschaft wurde vorgeworfen, Beat Villiger im Strafverfahren begünstigt zu haben. Eine externe Untersuchung entkräftete sämtliche Vorwürfe und belegte, dass das Verfahren rechtens eingestellt wurde.
Am 7. Oktober 2018 wurde er bei den Regierungswahlen auf dem dritten Platz wiedergewählt, er erbat sich Zeit, ob er sein Amt weiterführe. Am 18. Oktober 2018 nahm er die Wiederwahl an.
Am 19. Oktober 2022 trat Villiger aus gesundheitlichen Gründen per sofort zurück. Zur Wiederwahl vom 2. Oktober 2022 für die Legislatur ab 2023 trat er zuvor nicht mehr an. Als im April 2023 ein erneutes Strafverfahren gegen Villiger bekannt wurde, brachten die Medien den Rücktritt damit in Verbindung. Im August 2022 hielt die Luzerner Polizei Villiger unter Drogeneinfluss (Crack) und in fahruntüchtigem Zustand bei einer Verkehrskontrolle an. Die Luzerner Staatsanwaltschaft verurteilte ihn deswegen per Strafbefehl rechtskräftig zu einer bedingten Geldstrafe.

## Privates
Villiger ist Vater von vier Kindern. Er wohnt in Baar.